# Husebymaden
Husebymaden este o arie protejată (arie specială de conservare — SAC, sit de importanță comunitară — SCI, arie de protecție specială avifaunistică — SPA) din Suedia întinsă pe o suprafață de 130,4 ha, integral pe uscat.

## Localizare
Centrul sitului Husebymaden este situat la coordonatele 56°46′05″N 14°35′18″E / 56.7681°N 14.5882°E.

## Înființare
Situl Husebymaden a fost declarat sit de importanță comunitară în ianuarie 1997 pentru a proteja 1 specie de plante și 10 specii de animale. Alte tipuri de protecție:
- arie de protecție specială avifaunistică (în aprilie 2003)[2]
- arie specială de conservare (în martie 2011)[1][3][4]

## Biodiversitate
Situată în ecoregiunea boreală, aria protejată conține 3 habitate naturale: Pajiști fino-scandinave uscate până la mezice, bogate în specii de altitudine mică, Pășuni din zone de pădure fino-scandinave, Pajiști cu Molinia pe soluri calcaroase, turboase sau argilos-nămoloase (Molinion caeruleae).
La baza desemnării sitului se află mai multe specii protejate:
- plante (1): Dichelyma capillaceum
- păsări (10): buhai de baltă (Botaurus stellaris), erete de stuf (Circus aeruginosus), erete vânăt (Circus cyaneus), lebădă de iarnă (Cygnus cygnus), cocor (Grus grus), sfrâncioc roșiatic (Lanius collurio), ferestraș mic (Mergus albellus), bătăuș (Philomachus pugnax), cresteț pestriț (Porzana porzana), fluierar de mlaștină (Tringa glareola)